# لبابة بنت جعفر
لُبابة بِنت جَعْفر الأكبر بن عبد الله المَنْصُور بن مُحَمَّد بن عَلِيُّ العبَّاسيُّ الهاشِميُّ القُرشيُّ، هي أميرة عباسية، وقد ولدت بعد عشرة أعوام من تأسيس الخلافة العباسية، هي حفيدة الخليفة العباسي الثاني أبي جعفر المنصور، وابنة أخت الخليفة العباسي الثالث أبي عبد الله المهدي والزوجة الرئيسة للخليفة العباسي الرابع مُوسى الهادي.
كانت ابنة الأمير جعفر بن عبد الله المعروف أيضاً بإسم جعفر الأكبر، سُميت لُبابة من قبل والدها وجِدّها، ومعنى اسمها هو قلب الثمرة وما في جوفها، وقد اشتهر الإسم بين بنات بني العبّاس في الأجيال الأولى، تزوّجت الهادي ابن عمها الخليفة المهديّ.
كان للخليفة الهادي زوجتان، إحداهما لُبابة بنت جعفر، والأخرى عُبيدة بنت غطرف تزوجها الهادي حوالي 783 أو 785، حيث كانت قريبة من عمر زوجها، أصبحت الزوجة المؤثرة للهادي، ولكن توفي الهادي بعد حكم امتد لفترة قصيرة من أربعة عشر شهراً.
لم تنجب لبابة من زواجها من الهادي، ربما بسبب وفاة زوجها في وقت مبكر عام 786 عن عمر صغير يناهز 22 عاماً، لا يُعرف عنها سوى القليل جدًا بعد أن أصبحت أرملة، ولا يعرف ما إذا كانت قد تزوجت من جديد أم لا بعده. وأما أبناء زوجها فهم: جعفر ، العباس ، عبد الله ، إسحاق ، إسماعيل ، سليمان ، موسى. ومن البنتين أم عيسى التي تزوجت المأمون والأخرى أم العباس الملقبة بنونة.  جميعهم ولدوا من المُحظيات.

## العائلة
كانت لبابة مثل كثير من العبّاسيين ممن لديهم صلات قرابة بالبيت العباسي سواء من ناحية الأب أو من خلال الزواج. كانت معاصرة للعديد من الخلفاء العباسيين والأمراء والأميرات العباسيين.
| لا. | العباسيون                 | علاقة            |
| --- | ------------------------- | ---------------- |
| 1   | أبي جعفر المنصور          | جد               |
| 2   | جعفر الأكبر               | أب               |
| 3   | أبي عبدالله المهدي        | العم ووالد الزوج |
| 4   | موسى الهادي               | زوج              |
| 5   | هارون الرشيد              | ابن عم وصهر      |
| 6   | جعفر بن موسى الهادي       | ابن زوجها        |
| 7   | العباس بن موسى الهادي     | ابن زوجها        |
| 8   | عبدالله بن موسى الهادي    | ابن زوجها        |
| 9   | اسحق بن موسى الهادي       | ابن زوجها        |
| 10  | إسماعيل بن موسى الهادي    | ابن زوجها        |
| 11  | سليمان بن موسى الهادي     | ابن زوجها        |
| 12  | موسى بن موسى الهادي       | ابن زوجها        |
| 13  | أم عيسى بنت موسى الهادي   | ابنة زوجها       |
| 14  | أم العباس بنت موسى الهادي | ابنة زوجها       |
| 15  | عيسى بن محمد المهدي       | ابن عم وصهر      |
| 16  | الخيزران بنت عطاء         | عمة الأب وحماتها |